# 34 Armia (ZSRR)
34 Armia (ros. 34-я армия) – związek operacyjny Armii Czerwonej z okresu II wojny światowej.
Została sformowana w lipcu 1941 w Moskiewskim Okręgu Wojskowym, w składzie:
- 257 Dywizja Strzelecka;
- 259 Dywizja Strzelecka;
- 262 Dywizja Strzelecka;
- 25 Dywizja Kawaleryjska;
- 54 Dywizja Kawaleryjska;

inne samodzielne jednostki.
W składzie Frontu Północno-Zachodniego uczestniczyła w kontruderzeniu frontu w rejonie Starej Russy (sierpień 1941), następnie w bitwie pod Diemiańskiem i w operacji diemiańskiej (1942-43). W marcu i sierpniu 1943 prowadziła walki celem zdobycia Starej Russy. W listopadzie 1943 jej wojska zostały przekazane 1 Armii Uderzeniowej, a dowództwo w połowie stycznia 1944 przemianowano na dowództwo 4 Armii.

## Dowódcy armii
- Nikołaj Pronin (lipiec – sierpień 1941), kombrig;
- Kuźma Kaczanow (sierpień – wrzesień 1941), generał major;
- Piotr Ałfierjew (wrzesień – grudzień 1941), generał major;
- Nikołaj Bierzarin (grudzień 1941 – październik 1942), generał major;
- Anton Łopatin (październik 1942 – marzec 1943), generał porucznik;
- Pawieł Kuroczkin (marzec – czerwiec 1943), generał porucznik;
- Iwan Sowietnikow (czerwiec 1943 – styczeń 1944), generał porucznik[1].